# Pinnosa

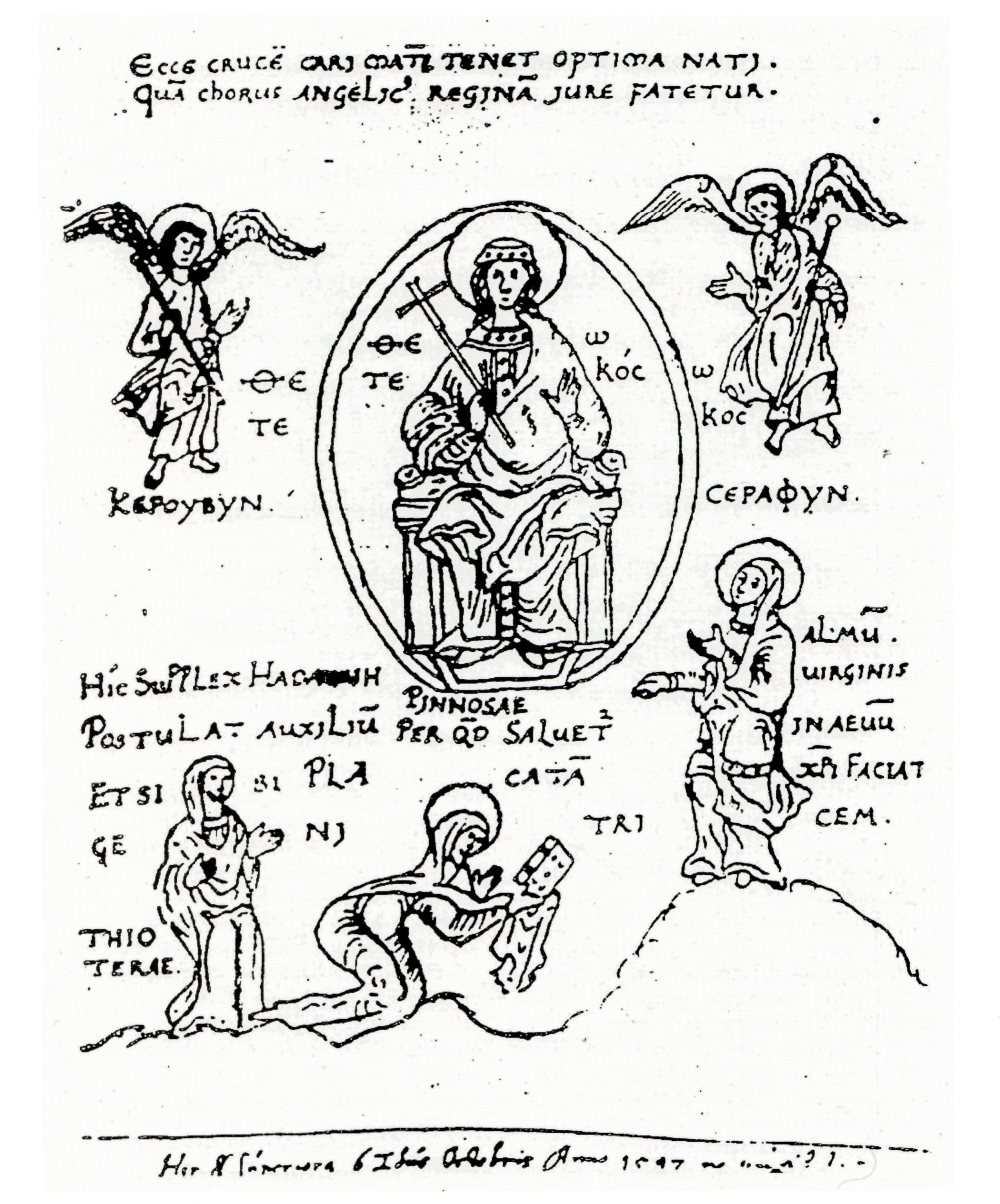
Stifterbild der verlorenen Vita der Hl. Pinnosa und Cosmas und Damian: Hathwig, Äbtissin des Stifts Essen, überreicht unter Fürbitten Pinnosas der thronenden Maria die Handschrift. Umzeichnung von 1597

Die Heilige Pinnosa war die Vorgängerin der Ursula von Köln in der Legende über die elf oder elftausend Jungfrauen, die auf einer Pilgerfahrt von den Hunnen vor den Toren Kölns niedergemetzelt worden sein sollen.
Erstmals wurde Pinnosa Anfang des 10. Jahrhunderts im Sermo in Natali als Anführerin der heiligen Jungfrauen genannt und zu einer britannischen Königstochter erklärt.

„Lange Zeit scheint Pinnosa als Anführerin der Jungfrauen zu gelten. Der Name Ursula taucht erstmals im 10. Jahrhundert auf. Erst im späten 10. Jahrhundert wird Ursula als Anführerin genannt.“

Die Reliquien der Pinnosa wurden im Jahr 970 von Köln nach Gerresheim überführt, als Erzbischof Gero das dort wiedererrichtete Stift einweihte. In der ersten passio Ursulae im Kölner Codex 45 zwischen 946 und 962 wird Ursula schließlich als Anführerin der Jungfrauen genannt und setzt sich gegen Ende des 10. Jhd. durch.
Eine weitere Reliquie, ein kleiner Schrein mit Gebeinen der Hl. Pinnosa, soll auf dem Kreuzaltar der Essener Stiftskirche gestanden haben. Am Fuß des Altars waren die vorhandenen Reliquien in 10 Versen verzeichnet. Im 17. Jahrhundert soll folgender ein Vers Hi versus affixi sunt tumbae stae. Pinnosae dort hinzugefügt worden sein. Die Hl. Pinnosa sollte nach dem Äbtissinnenkatalog mit der 4. Äbtissin von Essen identisch gewesen sein. Am Feste der Eilftausend Jungfrauen wurde bei der ersten Vesper eine Kollekte von der Hl. Pinnosa und bei der zweiten Vesper ein Suffragium von derselben gesungen. Dies weist darauf hin, dass die Hl. Pinnosa mit der diesen Namen tragenden Gefährtin der Hl. Ursula identisch ist.
Der Prachteinband des Evangeliars der Äbtissin Theophanu zeigt ebenso wie die Nachzeichnung einer Handschrift, die die Äbtissin Hadwig in der ersten Hälfte des 10. Jahrhunderts von einer Fuldaer Handschrift hatte abschreiben lassen, ein Bildnis der Hl. Pinnosa und der Hl. Walburg.